# Abiola Babes FC
Abiola Babes FC – nigeryjski klub piłkarski z siedzibą w mieście Abeokuta, działający w latach 1980–2001, grający w niegdyś w nigeryjskiej pierwszej lidze.

## Sukcesy
- II liga:
  - mistrzostwo (1): 1983

- Puchar Nigerii[1]:
  - zwycięstwo (2): 1985, 1987

## Występy w afrykańskich pucharach
| Sezon | Rozgrywki                 | Runda       | Kraj                     | Klub                     | Dom | Wyjazd       | Dwumecz                   |
| ----- | ------------------------- | ----------- | ------------------------ | ------------------------ | --- | ------------ | ------------------------- |
| 1986  | Puchar Zdobywców Pucharów | 1           | Benin                    | AS Dragons FC de l’Ouémé | 2–0 | –            | –                         |
| 1987  | Puchar Zdobywców Pucharów | 1           | Gwinea Równikowa         | CD Elá Nguema            | –   | –            | walkower dla Abiola Babes |
| 1987  | Puchar Zdobywców Pucharów | 2           | Wybrzeże Kości Słoniowej | ASEC Mimosas             | 2–0 | 0–2 (k. 4–2) | 2–2                       |
| 1987  | Puchar Zdobywców Pucharów | ćwierćfinał | Zambia                   | Nchanga Rangers          | 2–1 | 1–1          | 3–2                       |
| 1987  | Puchar Zdobywców Pucharów | półfinał    | Tunezja                  | Espérance Tunis          | 1–0 | 0–2          | 1–2                       |

## Stadion
Domowe mecze klub rozgrywał na stadionie o nazwie MKO Abiola Stadium w Abeokucie, który mógł pomieścić 19 tys. widzów.

## Reprezentanci kraju grający w klubie
Stan na styczeń 2023.
| - Ademola Adeshina - Sunday Eboigbe - Friday Ekpo - Dominic Iorfa - Moses Kpakor | - Mudashiru Lawal - Best Ogedegbe - Yisa Sofoluwe - Rashidi Yekini |